# Guerras de los bóeres

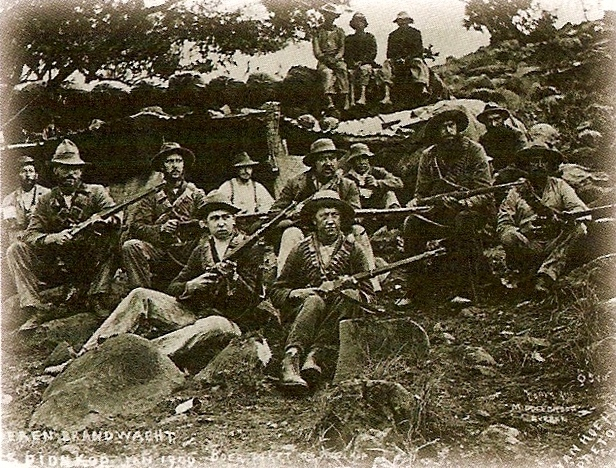
Guerrilla bóer en Spioenkop, 1900.

Las guerras de los bóeres —conocidas como guerras bóeres (Boer Wars en inglés) en el Reino Unido y como guerras de Liberación (Vryheidsoorloë en afrikáans) entre los bóeres— fueron dos conflictos armados que tuvieron lugar en Sudáfrica entre el Imperio británico y los colonos de origen neerlandés —llamados afrikáneres, bóeres o voortrekker—.
La primera de estas guerras se desarrolló desde el 16 de diciembre de 1880 hasta el 23 de marzo de 1881 y la segunda, entre el 11 de octubre de 1899 y el 31 de mayo de 1902. El resultado fue la victoria del Imperio británico y la extinción de las dos repúblicas independientes que los bóeres habían fundado a mediados del siglo XIX: el Estado Libre de Orange y la República de Transvaal.

## Contexto histórico
Los voortrekker ('pioneros'; literalmente 'los que avanzan primero' o 'los que van por delante') fueron granjeros blancos llamados también afrikáneres. El nombre bóer viene del nombre común neerlandés boer (pronúnciese buːr), que significa 'granjero' o simplemente 'campesino' (cf. Bauer en alemán).
En las décadas de 1830 y 1840, estos granjeros emigraron en lo que se conoce como Gran Trek desde la Colonia del Cabo, territorio controlado por los británicos, hacia territorios despoblados a consecuencia de la migración de nativos (difaqane) originada por el rey zulú Shaka.
Los bóeres son un grupo étnico de origen nederlando-germánico (con aportes de otros grupos como los hugonotes). Su asentamiento abarca territorios de Sudáfrica y de Namibia, y su identidad se basa en dos elementos: la lengua afrikáans, una variación criolla del neerlandés, y la religión calvinista.

## Primera guerra bóer
La primera guerra bóer (en inglés: First Boer War, First Anglo-Boer War y Transvaal War, y en afrikáans: Eerste Vryheidsoorlog o Eerste Boereoorlog —'primera guerra de liberación' y 'primera guerra bóer', respectivamente—) fue el primer enfrentamiento entre el Imperio británico y los bóeres de Transvaal. Se desencadenó cuando sir Theophilus Shepstone anexionó Transvaal (la Unión Sudafricana) al Reino Unido en 1877. Los británicos consolidaron su poder sobre la mayoría de las colonias de Sudáfrica en 1879, tras la guerra anglo-zulú. Los bóeres protestaron ante el hecho consumado y, en diciembre de 1880, estalló una revuelta.
La guerra comenzó el 16 de diciembre de 1880, tras la declaración de independencia del Reino Unido, con el ataque de los bóeres a un fuerte británico en Potchefstroom. Esto desencadenó la operación en Bronkhorstspruit el 20 de diciembre de 1880 en la que los bóeres emboscaron y destruyeron una caravana militar británica. Desde el 22 de diciembre de 1880 al 6 de enero de 1881, las guarniciones británicas de todo Transvaal sufrieron asedio.
Los bóeres vestían sus ropajes de granjero cotidianos, fabricados en paño de color caqui, mientras que los uniformes británicos seguían siendo rojo escarlata, algo que llamaba notablemente la atención en el paisaje africano y que permitió a los bóeres, expertos francotiradores, hostigar fácilmente a las tropas británicas a distancia.
El cerco de las guarniciones británicas desembocó en la batalla de Laing's Nek el 28 de enero de 1881, en la que un destacamento británico compuesto por las fuerzas de Natal bajo el mando del general sir George Pomeroy Colley intentó romper las líneas de los bóeres sobre la cordillera de Drakensberg para liberar sus guarniciones. Por su parte los bóeres, a las órdenes de P.J. Joubert, rechazaron los ataques de la caballería e infantería británicas.
Otras acciones fueron la batalla de Schuinshoogte, también conocida como batalla de Ingogo, ocurrida el 8 de febrero de 1881, donde otro destacamento británico estuvo a punto de ser destruido. No obstante, la humillación definitiva de los británicos llegó con la batalla de Majuba Hill, el 27 de febrero de 1881, cuando varias compañías bóeres atacaron la colina y los expulsaron, y donde George Pomeroy Colley resultó muerto.
Incapaz de involucrarse más en una guerra que daba por perdida, el gobierno británico de William Gladstone firmó una tregua el 6 de marzo de 1881 y, en el tratado de paz definitivo del 23 de marzo siguiente, concedió a los bóeres el autogobierno de Transvaal bajo la supervisión teórica de los británicos.

## Período de entre guerras
En 1887 los buscadores de oro hallaron el mayor filón del mundo en Witwatersrand, una cordillera de unos 96 km que se extiende de este a oeste a unos 48 km al sur de Pretoria. Tratando sobre los posibles beneficios de tal hallazgo, el presidente de Transvaal, Paul Kruger, mostró su clarividencia al manifestar que «en lugar de alegraros haríais mejor en llorar, pues este oro causará un baño de sangre en nuestro país».
Con el descubrimiento del oro de Transvaal, miles de colonos británicos cruzaron en oleadas la frontera desde la Colonia del Cabo. El tamaño de la ciudad de Johannesburgo explotó y se transformó en núcleo de infraviviendas de un día para otro a medida que los extranjeros (llamados uitlanders en neerlandés) llegaban y se establecían en las inmediaciones de las minas. Los extranjeros superaron rápidamente en número a los bóeres de Witwatersrand, aunque en general siguieron siendo una minoría en Transvaal. Los afrikáner (colonos neerlandeses), nerviosos y resentidos por la presencia de los extranjeros, se negaron a reconocerles derechos electorales e impusieron pesadas cargas fiscales sobre la industria del oro. Como respuesta, creció la presión de los extranjeros y de los propietarios británicos de las minas para que cayera el gobierno de los bóeres. En 1895 Cecil Rhodes promovió un golpe de Estado respaldado por una incursión armada conocida como Jameson Raid que no tuvo éxito.
El fracaso en la lucha por los derechos de los británicos se utilizó para justificar una intervención militar en toda regla en El Cabo, y diversos líderes coloniales británicos se mostraron favorables a la anexión de las repúblicas de los bóeres: el gobernador de la Colonia del Cabo, Sir Alfred Milner, el secretario colonial británico, Joseph Chamberlain, y propietarios de minas como Alfred Beit, Barney Barnato y Lionel Phillips. Convencidos de que los bóeres serían derrotados rápidamente, intentaron provocar una guerra.
El presidente del Estado Libre de Orange, Marthinus Steyn, convocó a Milner y Kruger a la Conferencia de Bloemfontein, celebrada el 30 de mayo de 1899, pero las negociaciones se interrumpieron muy pronto. En septiembre de 1899, Chamberlain presentó un ultimátum por el que exigía igualdad legal para los ciudadanos británicos residentes en Transvaal.
Kruger, seguro de que la guerra era ya inevitable, presentó su ultimátum antes de recibir el de Chamberlain. En él se comunicaba a los británicos que disponían de 48 horas para retirar todas sus tropas de la frontera de Transvaal, de lo contrario la república se aliaría con el Estado Libre de Orange y les declararía la guerra.

## Segunda guerra bóer

### Primera fase: ofensiva de los bóeres (de octubre a diciembre de 1899)
La segunda guerra bóer (en inglés: Second Boer War; en afrikáans: Tweede Vryheidsoorlog, Tweede Boereoorlog) fue un conflicto que se declaró el 11 de octubre de 1899. Los bóeres tomaron la iniciativa invadiendo la Colonia del Cabo y la Colonia de Natal entre octubre de 1899 y enero del siguiente año. A continuación, se produjeron varios éxitos militares de los afrikáneres contra el tremendamente incompetente general Redvers Buller. Los bóeres fueron capaces de sitiar las ciudades de Ladysmith, Kimberley y Mafeking, defendida por tropas al mando de Robert Baden-Powell.
El asedio se cobró un alto precio entre los soldados defensores y los civiles de estas ciudades tan pronto como los alimentos empezaron a escasear tras varias semanas. En Mafeking, Sol Plaatje escribió: «Era la primera vez que se comió carne de caballo». Las ciudades cercadas tuvieron también que soportar el bombardeo constante de la artillería, que convirtió las propias calles en el lugar más peligroso. Hacia el final del cerco de Kimberley, se esperaba que los bóeres intensificarían los bombardeos, por lo que se publicó un bando recomendando a los ciudadanos que se protegiesen en las minas. El pánico cundió entre los habitantes, quienes se abalanzaron sobre las minas durante doce horas. Si bien el bombardeo esperado nunca llegó, el nerviosismo de la ciudadanía no disminuyó.
A mediados de diciembre, el ejército británico empezó a tener problemas. En un periodo conocido como la Semana Negra, del 10 al 15 de diciembre de 1899, los británicos sufrieron una serie de pérdidas devastadoras en Magersfontein, Stormberg y Colenso. En la batalla de Stormberg, ocurrida el 10 de diciembre, el general británico sir William Gatacre, al mando de 3000 soldados encargados de combatir las incursiones de los bóeres en la Colonia del Cabo, intentó retomar un nudo ferroviario a unos 80 km al sur del río Orange. Gatacre optó por atacar las posiciones de los bóeres del Estado Libre de Orange, para lo que tuvo que escalar una escarpada montaña rocosa en la que perdió 135 hombres, entre muertos y heridos, así como dos cañones, y más de 600 soldados fueron hechos prisioneros. En la batalla de Magersfontein, ocurrida el 11 de diciembre, 14 000 soldados británicos a las órdenes de Lord Methuen intentaron liberar Kimberley. Los comandantes de los bóeres, Koos de la Rey y Piet Cronje, trazaron un plan para excavar trincheras en un lugar poco previsible con el fin de engañar a los británicos y ofrecer a sus fusileros un mejor ángulo de tiro. El plan funcionó a la perfección y los británicos fueron derrotados, sufriendo en la batalla la pérdida de 120 soldados muertos y 690 heridos, lo que les impidió, además, acudir en ayuda de Kimberley y Mafeking. Sin embargo, el peor momento de la Semana negra fue la batalla de Colenso, que tuvo lugar el 15 de diciembre, en la que 21 000 soldados británicos bajo el mando de Redvers Buller intentaron cruzar el río Tugela para asistir a la ciudad de Ladysmith, donde 8000 bóeres de Transvaal comandados por Louis Botha les estaban esperando. Combinando artillería y sus experimentados fusileros, los bóeres rechazaron todos los intentos británicos de cruzar el río. Las tropas británicas tuvieron 1127 bajas y durante la retirada tuvieron que abandonar 10 piezas de artillería que los bóeres capturaron con menos de 40 bajas.

### Segunda fase: ofensiva británica (de enero a septiembre de 1900)

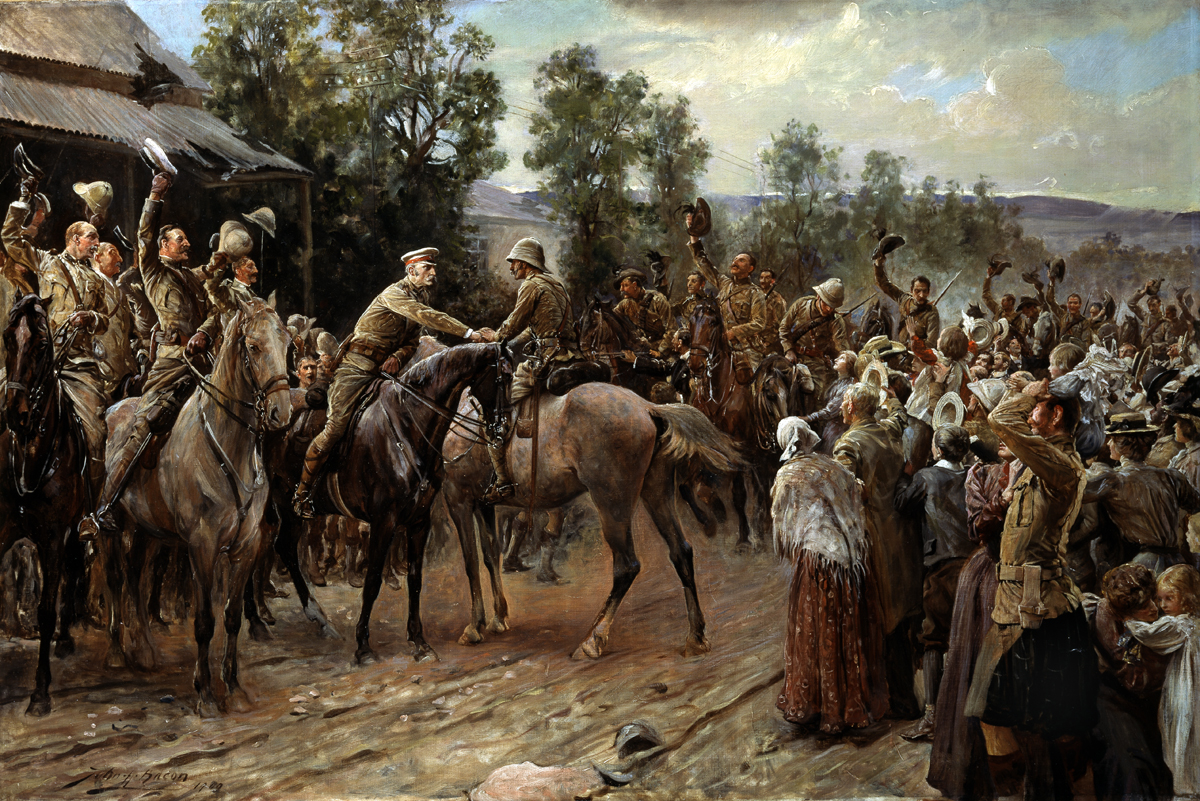
La liberación de Ladysmith. Sir George White saluda al mayor Hubert Gough el 28 de febrero. Pintura de John Henry Frederick Bacon (1868-1914).

Los británicos sufrieron otras derrotas en sus intentos de liberar Ladysmith, como la batalla de Spionkop, que se desarrolló entre el 19 y el 24 de enero de 1900, en la que Redvers Buller volvió a intentar cruzar el Tugela al oeste de Colenso y volvió a ser derrotado por Louis Botha tras una dura batalla por una colina que concluyó con mil bajas británicas y cerca de trescientos bóeres muertos. Buller volvió a atacar a Botha el 5 de febrero en Val Krantz, con el mismo resultado de las anteriores batallas.
Hasta la llegada de refuerzos el 14 de febrero de 1900, las tropas británicas a las órdenes de Lord Roberts no fueron capaces de contraofensivas para liberar las guarniciones. Kimberley fue liberada el 15 de febrero por una división de caballería bajo el mando del general John French. En la batalla de Paardeberg, que tuvo lugar entre el 18 y el 27 de febrero de 1900, Lord Roberts consiguió finalmente derrotar a los bóeres y forzó la rendición del general Piet Cronje, que fue capturado junto a sus 4000 hombres, un hecho que debilitó aún más las líneas de los bóeres y resultó en la liberación de Ladysmith al día siguiente. La liberación de Mafeking, el 18 de mayo de 1900, provocó celebraciones en Inglaterra que culminaron en algaradas. A continuación los británicos avanzaron hacia el interior de las dos repúblicas, conquistando en su camino la capital del Estado Libre de Orange, Bloemfontein, el 13 de marzo y la capital de Transvaal, Pretoria, el 5 de junio.
Numerosos observadores británicos dieron la guerra prácticamente por concluida tras la captura de las dos capitales, pero los bóeres se reagruparon en una nueva capital, Kroonstad, y planificaron una campaña de guerrillas con la que castigar las líneas de abastecimientos y comunicaciones de los británicos. El primer enfrentamiento con esta nueva estrategia militar se produjo el 31 de marzo en Sanna's Post, en el que 1500 bóeres a las órdenes de Christiaan de Wet atacaron la presa de Bloemfontein a unos 37 km al este de la ciudad y tendieron una emboscada a una caravana escoltada con un gran destacamento; en la batalla hubo 155 bajas británicas y se capturaron siete cañones, 117 carros y 428 soldados. Una de las últimas batallas formales fue la de Diamond Hill, el 11 y 12 de junio, en la que Lord Roberts intentó conducir a los restos del ejército bóer a una distancia desde la que no pudiesen atacar Pretoria. Si bien Roberts expulsó a los bóeres de la colina, el comandante de los bóeres, Louis Botha, no consideró el resultado una derrota, puesto que infligió 162 bajas en las filas británicas por solo 50 de su ejército. Esta batalla concluyó las operaciones militares formales y dio paso a una nueva fase de la guerra.

### Tercera fase: guerra de guerrillas (de septiembre de 1900 a mayo de 1902)

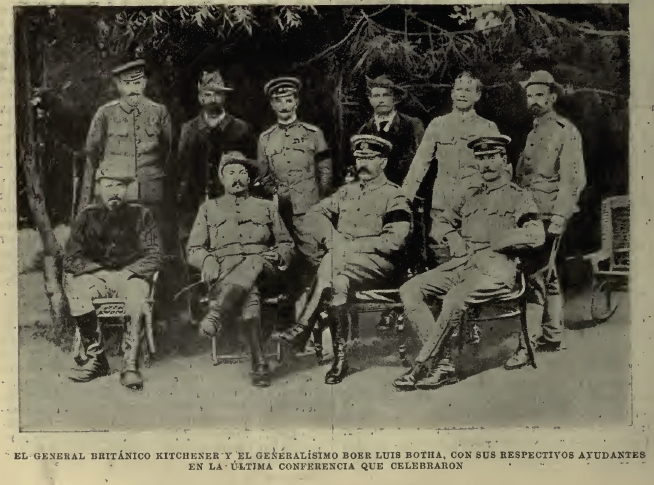
Conferencia Kitchener-Botha (1901)

Aunque habían sido vencidos en el campo de batalla, los bóeres se negaron a aceptar la derrota. La mayoría de ellos se refugió en pequeños grupos en las montañas, desde donde promovieron una interminable guerra de guerrillas que se fue recrudeciendo con el tiempo. Los guerrilleros bóeres empezaron a atacar los ferrocarriles y tendidos telegráficos del ejército británico en todo Transvaal, el Estado Libre de Orange e incluso dentro de la Colonia del Cabo. Su nueva táctica cambió la estrategia general de la guerra y demostró que las tradicionales formaciones militares británicas de gran tamaño no eran efectivas en estas situaciones.
El nuevo comandante del ejército británico, Lord Kitchener, respondió construyendo blocaos, pequeños edificios de piedra rodeados de alambre de espino con los que restringían los movimientos de los guerrilleros a un pequeño espacio en el que era posible derrotarlos. El alambre, del que pendían campanas, latas, bengalas e incluso rifles cargados, solía extenderse entre los bloques, a unos 900 metros de distancia, y hacían las veces de alarmas. Entre enero de 1901 y el final de la guerra, se construyeron cerca de 8000 blocaos en una malla de unos 6000 km. Cada blocao estaba al cargo de un suboficial y unos seis soldados, más un teniente al mando de tres o cuatro blocaos. En un momento de la guerra, los británicos habían desplegado en el país a unos 450 000 soldados entre británicos y reclutas de las colonias. Los bóeres nunca tuvieron más de 80 000 hombres.
Los blocaos resultaron efectivos a la hora de obstaculizar los movimientos de los guerrilleros, pero no podían ser la clave de su derrota. Kitchener formó nuevos regimientos de caballería ligera constituida por irregulares, incluidos los Carabineros de Bushveldt, que patrullaban por los territorios controlados por los bóeres y se dedicaban a dar caza y destruir grupos de guerrilleros bóeres.
En marzo de 1901, el general adoptó la política de tierra quemada y empezó a privar a las áreas rurales de todo cuanto pudiese ser de utilidad para los guerrilleros bóeres: hizo confiscar ganado, envenenar pozos, quemar cosechas y granjas, y desplazar a la gente a campos de concentración.
Esta política condujo a la destrucción de 30 000 granjas y 40 pequeñas ciudades. En total, 116 572 hombres, mujeres y niños bóeres fueron desplazados a campos de concentración, aproximadamente un cuarto de la población, más unos 120 000 africanos negros.
Estas nuevas tácticas pronto desmoralizaron y entorpecieron los suministros de los resistentes bóeres. En diciembre de 1901, muchos de los internados en los campos habían sido puestos en libertad, y muchos de los hombres se alistaron en dos nuevos regimientos que luchaban del lado británico: los Transvaal National Scouts y los Orange River Volunteers, que contribuyeron a poner fin a la guerra, el 31 de mayo de 1902.

### Los campos de concentración

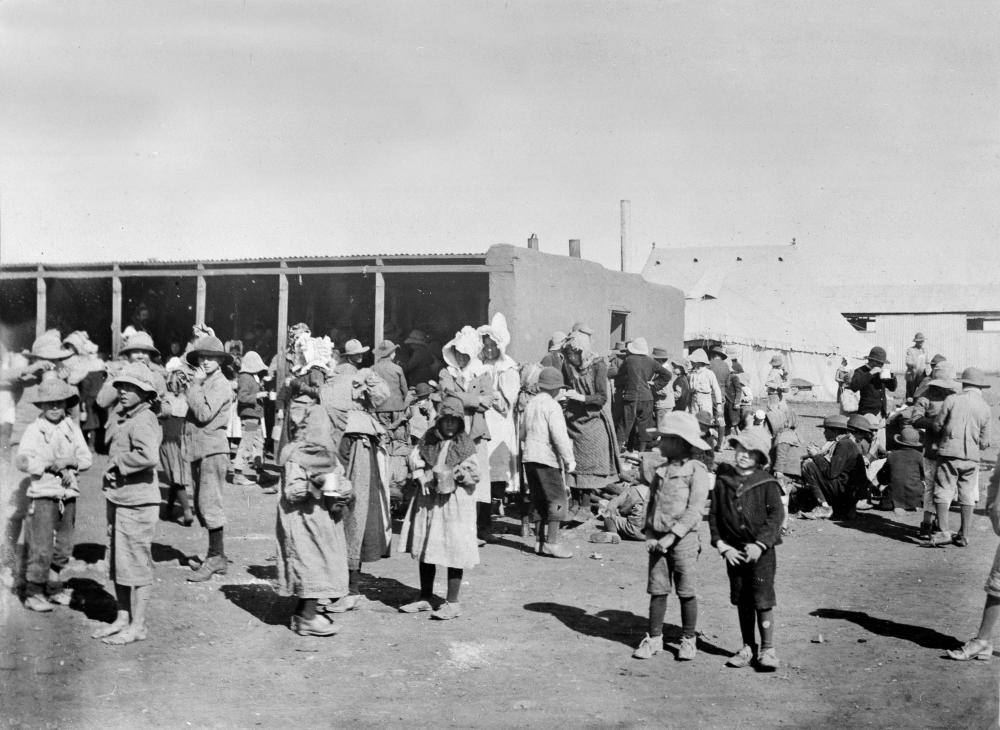
Campo de concentración.

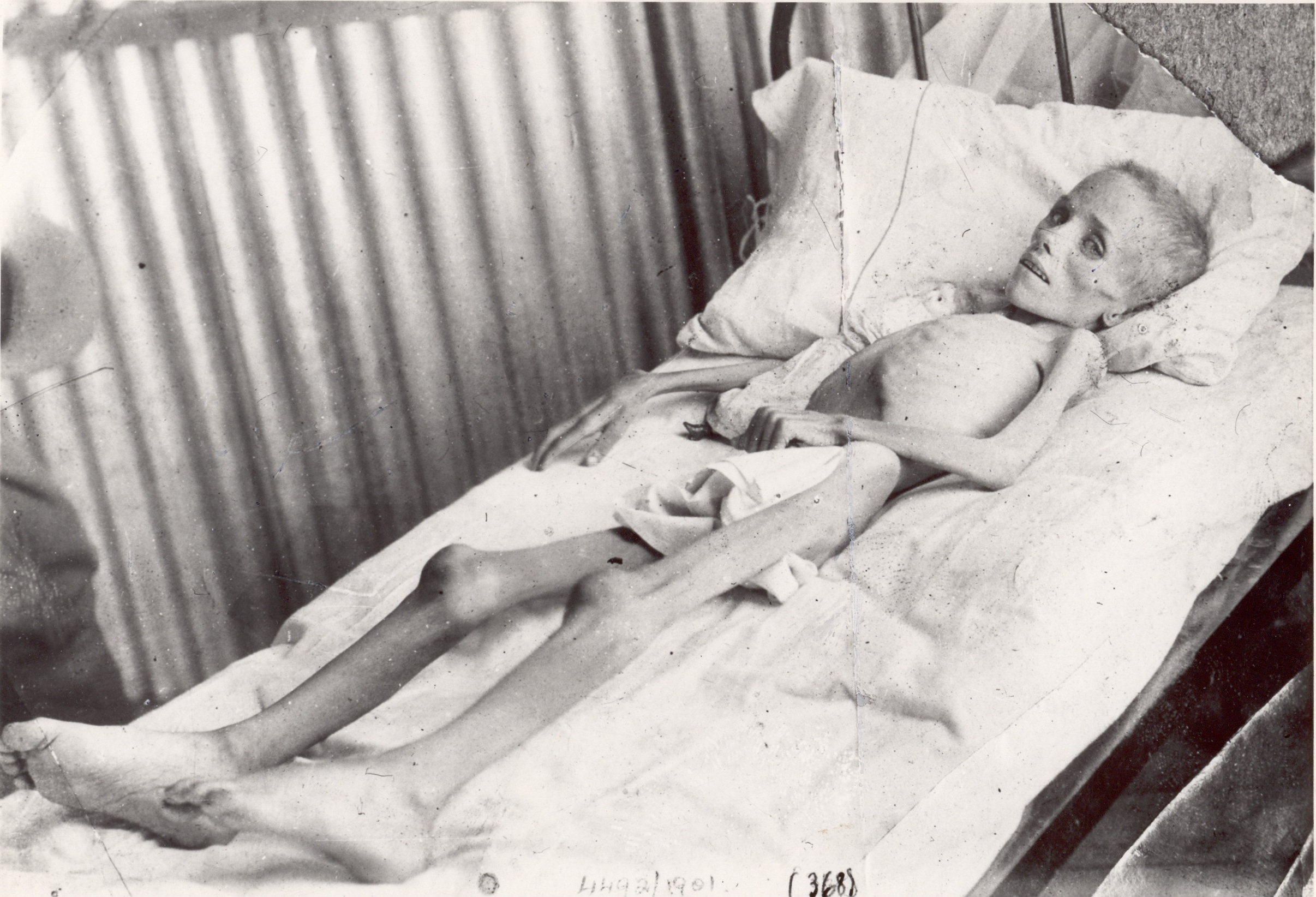
Lizzie van Zyl, muerta en el campo de concentración de Bloemfontein.

Los campos de concentración (concentration camps en inglés y konsentrasiekampe en afrikáans) habían sido originalmente concebidos para los refugiados cuyas granjas habían sido destruidas durante las batallas, y el término «campo de concentración» no tenía entonces el significado negativo actual, puesto que no era más que un campo donde se concentraban los refugiados. No obstante, debido a la nueva política de Kitchener, hubo de construirse muchos más y fueron transformados en prisiones.
Se construyeron un total de 45 campos de tiendas para los internados bóeres y 64 para los africanos negros. Los campos de los bóeres albergaban fundamentalmente a ancianos, mujeres y niños, ya que de los aproximadamente 28 000 bóeres prisioneros de guerra, 25 630 fueron enviados a campos en el extranjero. Incluso cuando fueron expulsados por la fuerza de las áreas controladas por los bóeres, los africanos negros no eran considerados enemigos de los británicos, por lo que fueron simplemente considerados mano de obra.
Las condiciones en los campos eran insalubres, y las raciones de comida escasas; en el caso de las mujeres e hijos de los combatientes, las raciones eran aún más pequeñas. La dieta insuficiente y las condiciones higiénicas inadecuadas provocaron la aparición de enfermedades contagiosas endémicas como sarampión, tifus y disentería. Todo ello, unido a la escasez de instalaciones médicas, provocó gran número de muertes, según un informe posterior a la guerra en el que se concluía que 27 927 bóeres (de los cuales 22 074 eran niños menores de 16 años) y 14 155 africanos negros murieron de hambre, enfermedades y penalidades. En total, aproximadamente el 25 % de los bóeres y el 12 % de los africanos presos murieron, aunque investigaciones recientes indican que el número de fallecimientos de africanos negros se subestimó en su día, y que en realidad podría haber estado cerca de los 20 000.
La delegada de la Fundación para Mujeres y Niños Sudafricanos Damnificados, Emily Hobhouse, contribuyó notablemente a hacer públicos los problemas de los internos a su vuelta al Reino Unido tras visitar algunos campos del Estado Libre de Orange. Su informe provocó indignación generalizada y la creación de una comisión gubernamental, la Comisión Fawcett, que se encargó de visitar los campos entre agosto y diciembre de 1901 y corroboró los datos de su informe. Ambas fuentes se mostraron muy críticas con la gestión de los campos e hicieron numerosas recomendaciones, por ejemplo de mejora de la alimentación y el aumento de las instalaciones sanitarias. Hacia febrero de 1902, la tasa de mortalidad anual descendió del 6,9 % al 2 %.
Los 110 campos de concentración albergaron a la mayoría de la población civil bóer del Estado Libre de Orange y de Transvaal, unas 119 000 personas. También se recluyó en los campos a 43 000 africanos, familias enteras que servían a los bóeres. Paralelamente el ejército británico se arrasó con las propiedades bóeres, y decidió privarlos de sus medios de subsistencia, adoptando entre otras medidas drásticas la confiscación de ganado, el envenenamiento de pozos y canales de riego y la quema de cosechas, en una táctica de tierra quemada. En total 30 000 granjas bóeres y 40 ciudades fueron destruidas, 116 572 hombres, mujeres y niños bóeres junto con 120 000 africanos fueron expulsados de sus tierras y hogares, o deportados.

### El final de la guerra
En total, la guerra costó unas 75 000 vidas: 22 000 soldados británicos —de los cuales 7792 causaron baja en batalla y el resto por enfermedad— entre 6000 y 7000 soldados bóeres, de 20 000 a 28 000 civiles bóeres y quizá 20 000 africanos negros.
A causa del alargamiento de la guerra y de su mala salud, dimitió el primer ministro Robert Gascoyne-Cecil.
Los últimos bóeres se rindieron en mayo de 1902 y la guerra finalizó con el Tratado de Vereeniging en el mismo mes. No obstante, los bóeres recibieron una compensación de ₤3 000 000, se les prometió cierto nivel de autogobierno y en 1910 se fundó la Unión Sudafricana. El tratado acabó con la existencia de las repúblicas de Transvaal y el Estado Libre de Orange como estados bóeres e integró estos territorios en el Imperio británico.
Durante el conflicto, se concedieron 78 Cruces Victoria al valor ante el enemigo a soldados británicos y coloniales, el más alto y prestigioso galardón de las fuerzas armadas británicas.